# Bernard Lacombe
Bernard Lacombe (Lione, 15 agosto 1952 – Lione, 17 giugno 2025) è stato un calciatore e allenatore di calcio francese, di ruolo centravanti.

## Carriera

### Giocatore

#### Club
Iniziò la carriera nel 1969 nell'Olympique Lyonnais, dove conobbe Aimé Jacquet, suo compagno di squadra e futuro allenatore. Si affermò fin dall'inizio come un attaccante completo capace anche di fornire assist decisivi ai giocatori.
Dopo una sola stagione al Saint-Étienne (1979-1980, il centravanti passò al Bordeaux, dove ritrovò l'amico Jacquet; in Gironda contribuì al dominio della squadra bianco-blu in Division 1, vincendo tre campionati e due coppe di Francia prima di ritirarsi nel 1987.
Con le sue 255 reti complessive divenne il secondo cannoniere più prolifico del campionato francese, alle spalle di Delio Onnis (299 reti).

#### Nazionale
Debuttò nella Francia nel 1973 e dopo poco tempo si impose divenendo titolare della selezione. Partecipò al campionato del mondo 1978, dove segnò la rete più veloce mai segnata da un calciatore francese, al 38º secondo, contro l'Italia (1-2). Partecipò successivamente a Spagna 1982 e fece parte della squadra che vinse il campionato d'Europa 1984. Dopo il trionfo europeo, Lacombe si ritirò dalla Nazionale.

### Allenatore
Dopo essersi ritirato entrò nello staff tecnico del Lione, che allenò dal 1996 al 2000.

## Palmarès

### Giocatore

#### Club
- Coppa di Francia: 3

Lione: 1972-1973
Bordeaux: 1985-1986, 1986-1987
- Supercoppa francese: 2

Lione: 1973
Bordeaux: 1986
- Campionato francese: 3

Bordeaux: 1983-1984, 1984-1985, 1986-1987

#### Nazionale
- Campionato d'Europa: 1

Francia 1984

### Allenatore
- Coppa Intertoto UEFA: 1

Lione: 2007